# Московский собор (1654)

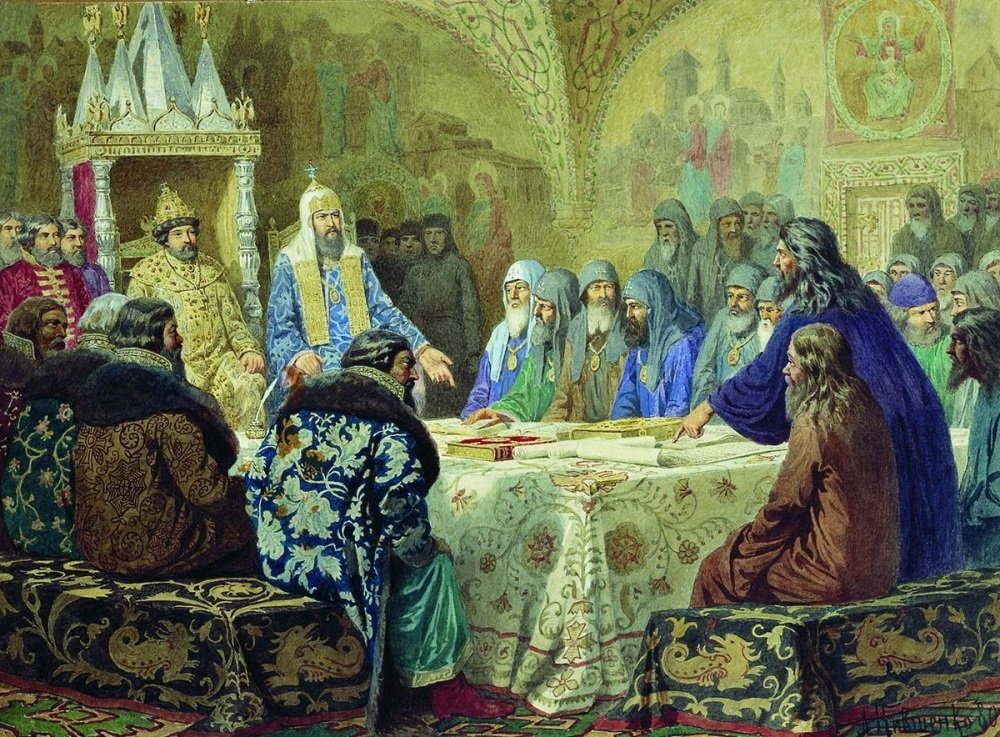
Алексей Кившенко. Патриарх Никон пересматривает богослужебные книги.

Моско́вский собо́р 1654 го́да — поместный собор Московской церкви в Москве в конце марта — начале апреля 1654 года под председательством царя Алексея Михайловича и патриарха Никона, этап церковной реформы Никона.

## Предыстория собора
Вскоре после вступления на патриаршую кафедру, в 1653 году, патриарх Hикон приступил к реформе: перед наступлением Великого поста разослал по московским церквам «Память» (распоряжение), в котором предписывалось при чтении молитвы Ефрема Сирина («Господи и Владыко живота моего…») класть 4 великих и 12 поясных поклонов, а также совершать крестное знамение тремя первыми перстами, в частности, в ней было написано: «Год и число. По преданию святых апостол и святых отец, не подобает во церкви метания творити на колену, но в пояс бы вам творити поклоны, ещё же и трема персты бы есте крестились». Этим распоряжением патриарх Никон единолично отменил решения поместного московского Стоглавого собора, в частности, о том, что надо креститься двумя перстами (Гл. 31-я Стоглава: «Аще ли кто двѣма персты не благословляетъ, якоже и Христосъ, или не воображает двѣма персты крестнаго знамения, да будет проклят, святіи отцы рекоша»).
Если обычай креститься двумя перстами был принят Русью при принятии христианства от греков, где он вытеснил единоперстие, имевшее распространение до VIII века, фиксировался как правильный в творениях христианских писателей, впоследствии причисленных к лику святых: как постановил Стоглавый собор — Феодорита Кирского, хотя основоположник халкидонизма только передал, как Мелетий Антиохийский описывал сущность Христа последовательным разгибанием трёх пальцев, а затем сгибанием двух из них, в связи с чем Никон настаивал на том, что Феодорит и Мелетий Антиохийский были сторонниками троеперстия, а двоеперстие — символ несторианства и ересь Армянской церкви, Петра Дамаскина, Максима Грека, Иова патриарха Московского, и к XVII векy был закреплён поместным собором в Стоглаве, то ни в одном авторитетном церковном документе православных не было указания, что надо креститься тремя перстами. Единственным источником, в котором изложено учение о троеперстии, была книга неизвестного на Руси митрополита Дамаскина Студита, изданная в Венеции на греческом языке только в XVI веке и непереведённая на славянский, под названием «Сокровище». Учение о двоеперстии на протяжении первой половине XVII века на Руси неоднократно было напечатано в различных богослужебных книгах. Начиная с 1640-х годов до 1653 года учение о двоеперстии было напечатано во всех наиболее используемых людьми книгах: Часословах и Псалтырях. 21 (31) июля 1649 года в присутствии царя, высших церковных иерархов и при большом стечении народа были торжественно открыты мощи святой Анны Кашинской: рука святой было сложена двуперстно. Более того, в Московской церкви данному обрядовому вопросу придавали вероисповедный характер.
По вышеназванным причинам «Память» Никона встретила сопротивление в лице духовенства. Оппозиционное священство патриарх Никон подверг преследованиям. В опалу попали, например, Иоанн Неронов, Аввакум Петров, священник Лонгин и другие.
Поскольку реформы патриарха Никона шли вразрез с решениями Стоглавого собора 1551 года, на что указывали противники реформ (решения Собора может отменить только другой Собор), патриарх и царь созвали Поместный собор, на котором реформы должны были получить соборное одобрение.

## Участники собора
1. Патриарх Московский Никон
2. Митрополит Великого Новгорода и Великих Лук Макарий
3. Митрополит Казанский и Свияжский Корнилий
4. Митрополит Ростовский и Ярославский Иона (Сысоевич)
5. Митрополит Сарский и Подонский Сильвестр
6. Митрополит Михаил Сербский
7. Архиепископ Вологодский и Великопермский Маркелл
8. Архиепископ Суздальский и Тарусский Софроний
9. Архиепископ Рязанский и Муромский Мисаил
10. Епископ Коломенский и Каширский Павел
11. Архимандрит Чудова монастыря Ферапонт
12. Архимандрит Нового монастыря Никон
13. Архимандрит Андроникова монастыря Ермоген
14. Архимандрит Богоявленского монастыря из Торгу Серапион
15. Архимандрит Соловецкого монастыря Илия
16. Архимандрит Пречистыя Богородицы Симонова монастыря Илия
17. Игумен Знаменского монастыря Варлаам
18. Протопоп Большого Богородского собора Иоанн
19. Архангельский протопоп Никифор
20. Преображенский протопоп Григорий
21. Сретенский протопоп Петр
22. Рождества Богородицы протопоп Андрей
23. Рождества Христова протопоп Трофим
24. Никольский протопоп Климент
25. Спаской, что у государя на Сенях, протопоп Александр
26. Покровской, что на Рву, протопоп Артемий
27. Князя Александра Невского Чудотворца протопоп Феодор

## Решения Собора
Целью Собора была унификация обрядов и чинов согласно практике церквей греческой традиции, сложившейся к XVII веку. На Соборе был принят новый перевод Символа веры, которым пользуются и поныне. Затем было решено исправлять книги по греческим образцам, а славянские книги с чинами и обрядами, которые не соответствовали греческим, считать ошибочными.
Патриарх Никон, ссылаясь, согласно изложению Епифания Славинецкого, на права и полномочия, данные патриарху Московскому Собором в Константинополе в 1593 году, обратился к Собору со следующими словами: «сего ради, должен есмь нововводныя чины церковныя к нам объявити» и затем в семи вопросах указал для примера в Служебниках московской печати некоторые из этих нововводных чинов и обычаев, имевших расхождение с древними славянскими и греческими:
1. разрешительную архиерейскую молитву, которую положено было читать священнику перед совершением литургии, отпуст пред началом же литургии, который принято было читать на всю церковь, и некоторые излишние ектении;
2. существовавший тогда в русской церкви обычай оставлять Царские врата отверстыми от начала литургии до Великого входа;
3. обычай — праздничную литургию начинать в седьмом и даже восьмом часу дня, то есть, в первом и во втором часу пополудни;
4. обычай — при освящении храмов не полагать мощи под престолом;
5. дозволение простецам, двоеженцам и троеженцам петь и читать в церкви на амвоне;
6. употребление земных поклонов в четыредесятницу (при чтении молитвы Ефрема Сирина) вместо 12 малых;
7. положение антиминса под покровом, вместо того, чтобы полагать его на престоле открыто и на нём совершать таинство Евхаристии.

Русские «новины» были отменены; участники Собора подписали решения Собора. Решения Собора были напечатаны в книге «Скрижаль», которую напечатали в 1656 году. В этой книге подпись епископа Павла отсутствует. В конце XIX века решения этого Собора были напечатаны отдельной книгою, как написали издатели с первоисточника, из рукописи-документа. Согласно изданию XIX века, епископ Павел поставил подпись под решением Собора, но к шестому пункту сделал приписку: «а что говорилъ на святѣмъ соборѣ о поклонѣхъ, и тотъ уставъ харотейной въ оправданіе положилъ здѣ, а другой писмяной».